# 西郷隆充
西郷 隆充（さいごう たかみつ）は、江戸時代末期の薩摩藩の鹿児島城下士。通称の竜右衛門で知られる。西郷隆盛・従道兄弟の祖父である。
次男で当初は村山氏の養子となっていたが、兄が切腹し、甥がその罪に連座したため西郷家に戻り、相続。藩職では御台所御番を勤めるというが、子の吉兵衛隆盛ほどには出世しなかった。

## 経歴
天明3年（1783年）11月に初お目見え。寛政2年（1790年）5月21日、村山藤七の養子になる。寛政5年（1793年）4月6日、村山家を辞して、西郷家に帰る。寛政5年（1793年）8月11日、兄の覚左衛門が江戸で罪を犯し、切腹。士籍剥奪。享和3年（1803年）閏1月28日、父の吉兵衛死去。享和3年（1803年）8月9日、家督相続。
文化3年（1806年）、長男の小吉（のちの西郷吉兵衛）誕生。文化4年（1807年）、相続の御礼をなす。
弘化4年（1847年）5月19日、隠居し、遊山と号す。なお、隠居直前の役職は御台所御番。嘉永5年（1852年）7月18日没。

## 家族・親族
- 父：吉兵衛（生年不詳 - 享和3年（1803年）閏1月28日）通称は初め小兵衛、のち吉兵衛。太刀流剣術の門人だったという。
- 母：町田此右衛門の娘
  - 兄：覚左衛門（初め吉左衛門、切腹、士籍剥奪。不家督。寛政5年（1793年）8月10日死去（大円寺過去帳では11日）、幼名は小太郎。）
  - 義姉：三原孫兵衛の娘（覚左衛門妻、後に離婚）
    - 甥：吉左衛門（覚左衛門の子。父の切腹時に士籍剥奪の上、親類預かりとなる。寛政11年（1799年）12月31日死去）

  - 妻：薩摩日置郷士の四本義照の姉。四本大清院の妹。文久2年（1862年）5月29日死去。戒名は寿操貞延大姉。
    - 実子は西郷吉兵衛、大山綱昌。夭折した娘もいた[1]。
      - 孫：西郷隆盛、西郷従道、大山巌など。

## 西郷家と日置島津家
- 前述のとおり、隆充の妻四本氏は日置郷士の娘である。日置郷は島津家の分家で、島津貴久の三男島津歳久を祖とする家格一所持の日置島津家の私領地である。日置島津家は正徳元年（1711年）、庶流に赤山氏を称するように命じたため、島津久竹の次男が赤山氏を称したが、この家より赤山靱負久晋が出る。なお、同家は家格一所持の中でも「大身分」とも言われる特別な存在であり、一門家に次ぐ扱いであった。家老職に就くものも多かった。
西郷家は貧乏[注釈 1]なので、隆充の妻・四本氏女は主家の日置島津家に出入りして米塩を調達していた。この縁故により隆充の子の吉兵衛は四本家を通して、日置島津家に出入りして緊密になり、日置島津家庶流の赤山家にも出入りすることとなった。

- 「日吉町郷土誌」によれば、隆充の妻の弟・四本義照は西郷隆盛が僧の月照と入水の後、隆盛のみ蘇生したことが上之園町の西郷家に伝わった際、駕籠と3枚の着物を用意して、人目の多い大門口（現在の鹿児島県鹿児島市）を避けて、天保山（現在の鹿児島県鹿児島市）の海岸に廻回してもらい、ここで西郷隆盛を着衣を着替えさせて、駕籠で西郷家に送ったという。
- 城下士の隆充と、日置郷士の四本氏がどうして接点を持ったかは明らかではない。

## 余談
「鹿児島城下絵図散歩」では天保13年、現在の鹿児島県加治屋町5番地（西郷隆盛誕生碑のところ）の地に西郷竜右衛門宅地があった。広さは259坪。なお、この西郷家屋敷は安政2年2月に鎌田源次郎へ永代売渡にしたらしい。ちなみに、天保13年の、実弟の大山彦八（綱昌、そもそも大山彦八家は、家格小番の大山家の分家筋）の宅地は添え地とあわせて368坪、東郷吉左衛門（東郷実友。東郷平八郎の父）宅地は267坪、高麗町の大久保次右衛門（大久保利世。大久保利通の父）の宅地は150坪。
隆充の父、西郷吉兵衛は太刀流師範の大山貞政の門人であったが、隆充とその息子が太刀流を学んだかは不明である。